# Виходи мігматиту (пам'ятка природи)
Ви́ходи мігмати́ту — геологічна пам'ятка природи місцевого значення в Україні. Об'єкт природно-заповідного фонду Дніпропетровської області. 
Розташована на правому березі річки Інгулець, між селами Лозуватка і Карачунівка Криворізького району Дніпропетровської області. 
Площа 5 га. Статус надано 1972 року. Перебуває у віданні: Криворізька райдержадміністрація. 
Статус надано для збереження відслонення граніту і мігматитів кіровоградського комплексу та плагіограніти інгулецького комплексу. Відслонення являють собою скелі заввишки 15-20 метрів над рівнем річки. Разом вони утворюють Карачунівсько-Лозуватську синкліналь.